# 康斯坦丁·威廉·兰贝特·格洛格尔
康斯坦丁·威廉·兰贝特·格洛格尔（1803年9月17日—1863年12月30日）是德国动物学家和鳥類學家。格洛格尔可能是最先认识到燕和雨燕之间的生物结构差异的鸟类学家。
格洛格尔是格洛格氏定律的提出者。该理论认为，在干燥寒冷气候下生活的鸟类和哺乳类等动物，比在湿润温暖气候下生活的黑色素要少，而呈现鲜明的色彩。这一理论发表在1833年的《在气候影响下的鸟类演化》一书中。这一现象的成因机制尚未明确，有研究认为鸟类的情况可能与羽毛降解菌有关。